# Zuzugsperre
Als Zuzugssperre (auch Zuzugsverbot oder Zuzugsstopp) wird eine Regelung bezeichnet, die es bestimmten Personen oder Personengruppen untersagt, sich in einem bestimmten Gebiet (z. B. einer Gemeinde) dauerhaft aufzuhalten oder dort zu wohnhaft zu werden.
Eine Zugangssperre kann unbefristet oder zeitlich beschränkt gelten.

## Deutschland
- Der Zuzug eines Bürgers in eine Ortschaft wurde im 18. Jahrhundert in deutschen Gebieten verwehrt, wenn dieser keinen Brandeimer nachweisen konnte. Gemäß Anordnung zur Brandverhütung im Kurfürstentum Trier vom 9. Mai 1721 musste mindestens ein funktionsfähiger Feuer- oder Brandeimer zum Löschen von Bränden vorgezeigt werden. Diese Bestimmung galt auch in weiteren Kurfürstentümer des Heiligen Römischen Reiches.[1]

- Nach dem Zweiten Weltkrieg wurde in einigen deutschen Großstädten eine Zuzugsperre für Flüchtlinge aus den ehemaligen deutschen Ostgebieten ausgesprochen. Hamburg nahm ab dem 1. April 1946 nur noch Menschen auf, die für den Wiederaufbau gebraucht wurden; die Regelung wurde 1950 aufgehoben.[2] Bremen verhängte im Juli 1945 eine Zuzugssperre.[3]

- Ab 1975 wurde Ausländern in der Bundesrepublik Deutschland der Zuzug in Gebiete mit einem hohen Ausländeranteil (als Obergrenze wurden damals 12 % benannt[4]) verboten. Betroffene Bezirke befanden sich damals unter anderem in den Städten Köln, Frankfurt/Main, Westberlin und München. Begründet wurde die Beschränkung mit den „Belangen der Bundesrepublik“, die im Ausländergesetz von 1965 definiert wurden.[5] Ziel des Gesetzes war damals, Populationsballungen zu vermeiden.[6] In Berlin wurde am 1. Januar 1975 eine solche Ausländer-Zuzugsperre für die Stadtteile Kreuzberg (damals ca. 30 % Ausländeranteil), Wedding (18 %) und Tiergarten (17 %) erlassen. Die Durchsetzung erwies sich als schwierig, zudem war das Gesetz auch politisch umstritten; es wurde spätestens im Jahr 1980 ausgesetzt.[7][8][9]

- Die Regierung Schröder setzte bei der Osterweiterung der EU eine befristete Sperre für den Zuzug von Personen aus den neuen Mitgliedsstaaten durch. Diese Regelung galt von 2003 bis 2014.[10]

- Anlässlich eines Urteils des Europäischen Gerichtshofs von 2016 zogen Medien eine Analogie zwischen der Zuzugsperre der 1970er Jahre und der derzeitigen Residenzpflicht für in Deutschland lebende Asylbewerber und Geduldete beziehungsweise der Wohnsitzauflage.[11][12]

- Der Paragraph 12a (Wohnsitzregelung)[13] Aufenthaltsgesetzbuch[14] enthält die Möglichkeit anerkannten Flüchtlingen die Auflage zu machen, in eine bestimmte Gemeinde zu ziehen (positive Wohnsitzauflage), wenn dies im Rahmen seiner Integration förderlich ist, zum Beispiel weil in der Gemeinde Integrationseinrichtungen zur Verfügung stehen. Einem anerkannten Flüchtling kann auch verboten werden, seinen Wohnsitz in einer bestimmten Gemeinde zu wählen (negative Wohnsitzauflage).

Das Land Niedersachsen hat im Oktober 2017 Zuzugsbeschränkungen für Flüchtlinge in die Stadt Salzgitter (dies gilt als Präzedenzfall) verhängt, später auch für die Städte Delmenhorst und Wilhelmshaven.
Der Stadtrat von Freiberg (Sachsen) beschloss im Februar 2018, vier Jahre lang keine Flüchtlinge mehr aufnehmen zu wollen. Oberbürgermeister Sven Krüger (SPD) äußerte, in Freiberg sei „ein Maß erreicht, wo wir handeln müssen, bevor wir handlungsunfähig werden!“
Das rheinland-pfälzische Innenministerium hat im März 2018 für Pirmasens einen Zuzugsstopp für Flüchtlinge verhängt.
Der Deutsche Städte- und Gemeindebund empfiehlt den Kommunen, notfalls die Aufnahme weiterer Flüchtlinge zu verweigern, also – nach genauer Prüfung der Lage vor Ort – einen Zuzugsstopp für diese Bevölkerungsgruppe zu verhängen.

## Andere Länder
- Gleiches galt in der Sowjetunion, der Tschechoslowakei sowie unter anderem bis 1990 zeitweise in Polen, Rumänien und Ungarn. Durch die Mobilitätseinschränkungen der Bevölkerung steuerten die Regierungen die Vergabe von Arbeitsplätzen und die Höhe von Sozialleistungen. Zudem wurden in der Sowjetunion Verwaltungszentren mit Zuzugsperren eingerichtet und bestehen bis heute in Russland (Geschlossene Stadt).[19]

- In China besteht für die Landbevölkerung eine Zuzugsperre für bestimmte Städte, zum Beispiel aufgrund von Arbeits- oder Wohnungsmangel sowie der steuerlichen Autarkie verschiedener Provinzen.[20]